# طاهر گوزل
طاهر گوزل (متولد 23 اوت 1972) یک تاجر آذربایجانی است که به دلیل فعالیت در شرکت ها و دنیای ورزش شناخته شده است. او رئیس باشگاه فوتبال قره باغ است . گوزل همچنین بنیانگذار ابتکار طاهر گوزل برای توسعه (TGID) است، سازمانی که بر توسعه پایدار و پیشرفت اجتماعی-اقتصادی متمرکز است. 

## زندگینامه

### اوایل زندگی
طاهر گوزل در ۱۹۷۲ در ماکو به دنیا آمد پدر باران گوزل تاجر برجسته کرد تبار بود که سپس به ترکیه مهاجرت کردن او تحصیلات ابتدایی خود را در ترکیه گذراند و در رشته مدیریت از دانشگاه شفلید انگلیس فارغ التحصیل شد

### فعالیت های ورزشی
طاهر در ۲۰۰۴ بعنوان نایب رییس باشگاه فوتبال قره باغ انتخاب شد و سپس از سال ۲۰۱۵ بعنوان رییس این باشگاه فعالیت میکند در دوران ریاست طاهر قره باغ اولین تیم فوتبال آذربایجانی تبدیل شد که موفق به حضور در مرحله گروهی لیگ قهرمان اروپا میشود

### فعالیت های تجاری
گوزل فراتر از فوتبال، به تجارت و امور خیریه نیز می پردازد. او ابتکار طاهر گوزل برای توسعه (TGID) را تأسیس کرد که بر توسعه پایدار در مناطق آسیب‌پذیر، از جمله کشورهای کریدور میانی و همچنین کشورهای آسیب‌پذیر تغییرات آب و هوایی متمرکز بود. TGID با سازمان‌های غیردولتی، اندیشکده‌ها و سازمان‌های توسعه بین‌المللی برای تدوین سیاست‌ها و ابتکارات فرامرزی با هدف معکوس کردن تغییرات آب و هوایی در سطح جهانی همکاری می‌کند. 
گوزل همچنین مالک گرین تک است. گرین تک در سال 2011 تاسیس شد و در زمینه کشت سبزیجات و نهال در شرایط گلخانه ای مدرن تخصص دارد. این شرکت یکی از بزرگترین کارخانه های تولید گوجه فرنگی در آذربایجان است که 70 هکتار زمین زیر کشت را مدیریت می کند. در طول سال ها، GreenTech فعالیت های خود را از طریق شرکت های تابعه گسترش داده است. 
یکی از شرکت های گوزل، Agrovita بر توزیع و تجارت محصولات کشاورزی در آذربایجان و ازبکستان تمرکز دارد. "Agrovita" LLC از سال 2015 برای حمایت از استراتژی توسعه کشاورزی در آذربایجان فعالیت می کند. این شرکت در زمینه فروش بذر، کود، محصولات کنترل بیولوژیکی، سموم دفع آفات و لوازم گلخانه فعالیت می کند.
گوزل شرکت گوزل طبیعت را تاسیس کرد.
طاهر گوزل موسس Proxima Tech Solutions است، شرکتی که به ارائه خدمات زیرساخت مخابراتی و فناوری اطلاعات شهرت دارد. Proxima Tech Solutions بر تحول دیجیتال و پشتیبانی از زیرساخت های فناوری تمرکز دارد.
طاهر گوزل همچنین بنیانگذار سیاره‌نمای توسی-بوهم در پارک بولوار، باکو است، جایی که اولین سیاره‌نمای نسل جدید 4K را در قفقاز معرفی کرد. 